# Soncino
Soncino é uma comuna italiana da região da Lombardia, província de Cremona, com cerca de 7.303 habitantes. Estende-se por uma área de 45 km², tendo uma densidade populacional de 162 hab/km². Faz fronteira com Casaletto di Sopra, Cumignano sul Naviglio, Fontanella (BG), Genivolta, Orzinuovi (BS), Roccafranca (BS), Ticengo, Torre Pallavicina (BG), Villachiara (BS).
Faz parte da rede das Aldeias mais bonitas de Itália.

## Demografia
| Variação demográfica do município entre 1861 e 2011                               |
|                                                                                   |
| Fonte: Istituto Nazionale di Statistica (ISTAT) - Elaboração gráfica da Wikipedia |